# Alexandre Kojève

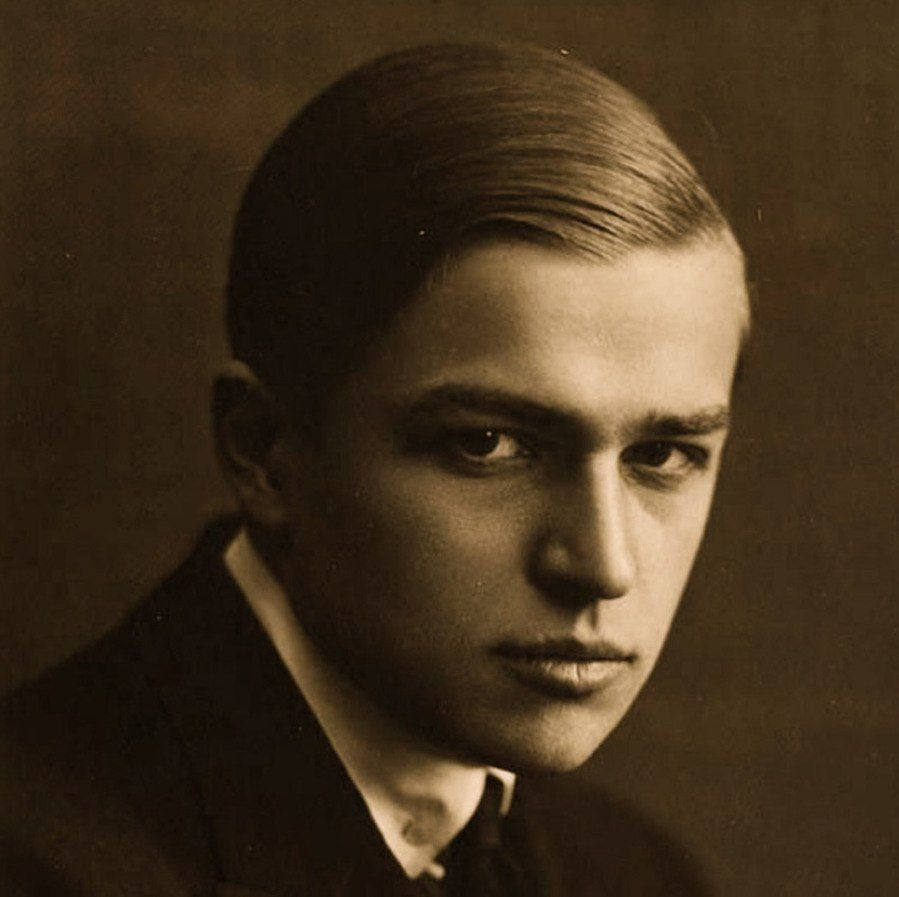
Alexander Koschewnikows Jugendporträt

Alexandre Kojève (russisch Александр Владимирович Кожевников/ Alexander Wladimirowitsch Koschewnikow, auch als A.W. Kojevnikoff, wiss. Transliteration Aleksandr Vladimirovič Koževnikov, Betonung: Alexánder Wladímirowitsch Koschéwnikow; * 28. April 1902 in Moskau; † 4. Juni 1968 in Brüssel) war ein russisch-französischer Philosoph, der wesentlich zur Wiederentdeckung Hegels in Frankreich beitrug.

## Leben
Alexander Koschewnikow, der sich in Frankreich Alexandre Kojève nannte, wurde als Kind wohlhabender und kultivierter Eltern in Moskau geboren; sein Onkel war der Maler Wassily Kandinsky. Seit 1920 studierte er – zunächst Sanskrit und Chinesisch, später abendländische und fernöstliche Philosophie – in Heidelberg und Berlin. Zu seinen Kommilitonen zählten Alexandre Koyré und Leo Strauss. Nach einer Dissertation über den russischen Mystiker Wladimir Solowjow, die er 1926 bei Karl Jaspers ablegte, ging Kojève Ende 1926 nach Frankreich. Dort verlor er sein Vermögen durch den Börsenkrach 1929. Er hatte in die Käserei Bel investiert, die die Marke La vache qui rit herstellt. 1937 nahm er die französische Staatsbürgerschaft an. An der Pariser École pratique des hautes études hielt er von 1933 bis 1939 Vorlesungen über Hegels Phänomenologie des Geistes (in Vertretung von Alexandre Koyré) – ein Thema, das ihn zeitlebens begleiten sollte. Die Lesungen erlangten schnell Berühmtheit; unter anderem wohnten ihnen Raymond Queneau, Georges Bataille, Jacques Lacan, Pierre Klossowski, Roger Caillois, Patrick Waldberg, Tarō Okamoto, Jean Wahl, Eric Weil, Jean Hyppolite, Maurice Merleau-Ponty, Brice Parain, Raymond Aron, Simone de Beauvoir und Hannah Arendt mit Günther Anders bei.
Den Zweiten Weltkrieg verbrachte Kojève zusammen mit Léon Poliakov in Marseille, wo er sich einer Widerstandsgruppe in der Nähe von Souillac anschloss. Im Jahr 1945 propagierte er die Schaffung eines „Lateinischen Reiches“ bestehend aus Frankreich, Italien und Spanien. Nach Kriegsende war Kojève eine Zeit lang arbeitslos, bis er durch Robert Marjolin, einen seiner früheren Hörer, einen Posten in der DREE (Direction de la Recherche et des Études Économiques) und später im französischen Wirtschaftsministerium erhielt. Ab 1948 war er Sekretär für die OEEC. In dieser Funktion beriet er bis zu seinem Tod die französischen Regierungen in europapolitischen Fragen und war maßgeblich an der Gestaltung wichtiger Verhandlungen, etwa der zu den GATT, beteiligt. Philosophisch blieb er in dieser Zeit nicht untätig; er aktualisierte an den Wochenenden Hegels Enzyklopädie, fand jedoch nicht mehr zur universitären Philosophie zurück.
Gerüchte, Kojève habe für den sowjetischen Geheimdienst KGB gearbeitet, haben sich bis heute hartnäckig gehalten.
Im Jahr 1967 überraschte der vom SDS nach Berlin Eingeladene den Studentenführer Rudi Dutschke und andere 68er mit dem Ratschlag, sie sollten besser Altgriechisch lernen.
Kojève starb 1968 in Brüssel während eines Vortrags an einem Herzinfarkt und wurde, gemäß seiner Verfügung, ihn am Ort seines Todes zu bestatten, dort auch begraben.

## Werk

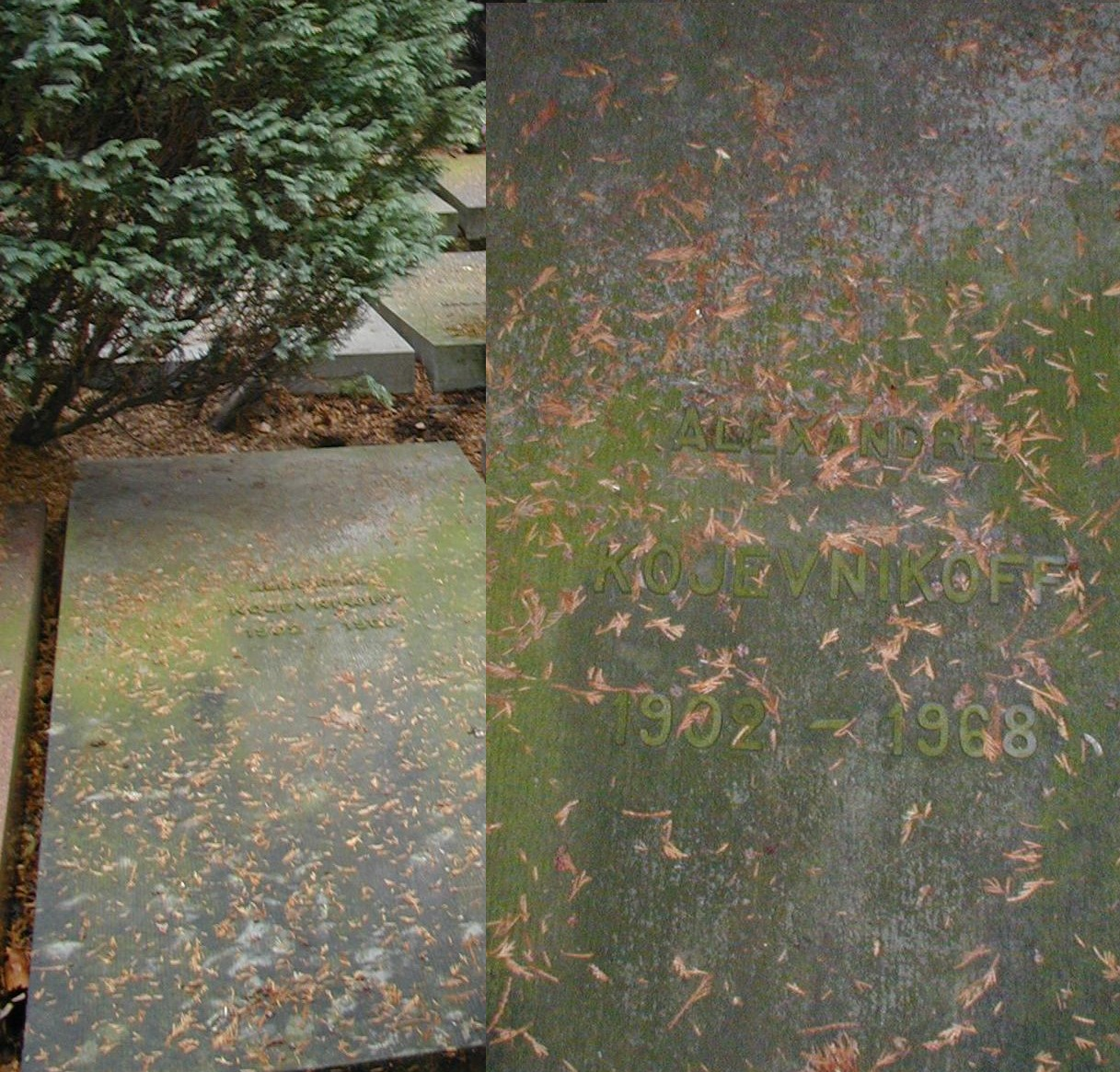
Grab von Kojève (Kojevnikoff) in Brüssel-Evere

Im 19. Jahrhundert war durch Victor Cousin die Hegelianische Philosophie in Frankreich eingeführt worden. Die überragende Bedeutung, die Hegel in der französischen Philosophie, besonders der Politischen Philosophie, heute zukommt, ist Kojève zuzuschreiben – bis zu seiner Ankunft in Paris war Hegel eine Randfigur in den Philosophiegeschichten, es dominierte vor allem ein mathematisch inspirierter Neukantianismus. Allerdings beschäftigten sich vor ihm Jean Wahl, Alexandre Koyré, Raymond Queneau, Georges Bataille, Victor Basch und ganz unabhängig Henri Lefebvre auch mit Hegel. Seine Lesart Hegels gehört mittlerweile mit zu den einflussreichsten überhaupt, wenn sie auch nicht unumstritten ist. Beispielsweise haben Jacques Derrida, Jacques Lacan, Georges Bataille und Michel Foucault immer wieder auf den profunden Einfluss Kojèves auf ihr jeweiliges Denken hingewiesen; er gilt daher als einer der Vordenker der Postmoderne. Über seinen Freund Leo Strauss ist Kojève auch in den Vereinigten Staaten wirksam geworden, so hatte er beispielsweise Einfluss auf das Denken Allan Blooms.
Kojèves Hegelinterpretation war maßgebend für Bataille und Lacan. Kojève war ebenso Mitglied des 1937 von Georges Bataille, Roger Caillois und Michel Leiris gegründeten Collège de Sociologie, an dem er einen Vortrag hielt (vgl. Moebius 2006). Er stand aber den „sakralsoziologischen“ Bestrebungen des Collège kritisch gegenüber und bezeichnete die Gründer des Collège als „Zauberlehrlinge“, da sie bestrebt waren, das Heilige zu neuem Leben zu erwecken.
Die Vorlesungen über die Phänomenologie des Geistes, die als das Hauptwerk Kojèves gelten, wurden 1947 unter dem Titel Introduction à la Lecture de Hegel veröffentlicht, jedoch weitestgehend ohne Kojèves eigentliches Zutun – die redaktionelle Hauptarbeit hatte Raymond Queneau auf sich genommen, der die Vorlesungsnotizen der übrigen Hörer versammelte und zusammenführte (ein Verfahren, das frappierend dem Zustandekommen einiger Schriften Hegels selbst, etwa den Vorlesungen über die Ästhetik, ähnelt).
Durch die Kombination der Gedanken von Hegel, Marx und Heidegger entwickelt Kojèves Hegellektüre eine ausführliche Interpretation der Dialektik von Herr und Knecht aus der Phänomenologie und der Bedeutung der Arbeit für die Entwicklung des Selbstbewusstseins und das Bedürfnis nach Anerkennung. Er sieht den Begriff der Anerkennung als zentral für die gesamte Sozialtheorie Hegels. Dieser ist in der Phänomenologie selbst relativ wenig entwickelt, war jedoch in Hegels Jenenser Frühschriften von eminenter Bedeutung. Die Fähigkeit, nach Anerkennung zu verlangen, sei ein Kennzeichen der spezifisch menschlichen Begierde – im Gegensatz zum natürlichen Begehren der Tiere nach Selbsterhaltung. Die Begierde ist ursprünglich ein Nichtseiendes, das nach Seiendem verlangt, etwa der Hunger als Verlangen nach Nahrung. Um sich über das Sein zu erheben, muss man ein Nichtseiendes begehren, nämlich ein anderes Begehren – und dieses erhält man nur in der Anerkennung. Um gegenüber anderen Menschen die begehrte Anerkennung zu erhalten, riskiert der Mensch permanent sein Leben – die Erfüllung seiner Begierde findet er in der Negation der Begierde des Anderen. Es kommt zu Kämpfen zwischen Menschen, in denen zwar das Leben aufs Spiel gesetzt, aber nicht genommen werden darf: Der Tod des Anderen verhindert ja gerade die Möglichkeit, von ihm anerkannt zu werden. Daher muss der Gewinner des Kampfes den Verlierer lediglich mit dem Tod bedrohen, und zwar zeitlebens – auf diese Weise wird er zum Herrn, der andere zum Knecht. Diese Form des „Prestigekampfs“ ist nach Kojève ebenfalls ein typisch menschliches Verhalten, das keine Entsprechung im Tierreich habe.
Die wechselseitigen Anerkennungskrisen zwischen Herr und Knecht führen, so Kojève, zu einem Verschwinden des Herrn, während der Knecht sich durch Arbeit allmählich zum Herrn über die Natur aufschwingt. Wie Hegel sieht Kojève das Ende der Geschichte mit dem Napoleonischen Europa erreicht, einer universellen und homogenen Zivilgesellschaft, die gänzlich auf wechselseitiger Anerkennung gleichberechtigter Citoyens fußt. Im Hegelschen Modell endet die Geschichte mit dem Sieg der Ideen der Französischen Revolution in der Schlacht bei Jena. Seither gibt es keine neuen politischen Ideen mehr, nur noch ihre Verbesserung und Vertiefung. Das Zeitalter des historischen Menschen und des politischen Handelns im starken Sinne ist zu Ende. Fortan verwirklicht sich der Mensch nur mehr in der Kunst, in der Liebe und im Spiel, und kann darin zu seiner ursprünglichen, durch die Zivilisation geläuterten Tierhaftigkeit zurückkehren. Im Gegensatz zu Marx ist für Kojève der Endzustand der geschichtlichen Entwicklung nicht sozialistisch oder kommunistisch, sondern liberal-kapitalistisch – eine These, die in jüngerer Zeit durch die an Kojève geschulte Hegel-Lektüre Francis Fukuyamas aktualisiert und kontrovers diskutiert wurde.
Weniger bekannte Schriften Kojèves behandeln unter anderem die Vorsokratiker, Kant und die Zusammenhänge von Christentum, Marxismus und Hegelianismus. Posthum veröffentlicht wurden seine Esquisse d’une phénomenologie du droit (Umrisse zu einer Phänomenologie des Rechts), in denen er aristokratische und bürgerliche Rechtskonzepte einander gegenüberstellt. Großen Raum nimmt auch die Auseinandersetzung mit der Geschichtsphilosophie seines Freundes und ehemaligen Kommilitonen Leo Strauss ein.
Er unterhielt jahrzehntelang einen intensiven philosophischen Briefwechsel mit dem konservativen Leo Strauss und korrespondierte auch mit Carl Schmitt, den er 1967 in dessen Wohnort Plettenberg besuchte („Wohin denn soll man in Deutschland fahren? Carl Schmitt ist doch der einzige, mit dem zu reden sich lohnt.“)

## Rezeption
Sein Schüler Raymond Queneau hat Kojève in dem Roman Le dimanche de la vie (1951; deutsch: Sonntag des Lebens) ein literarisches Denkmal gesetzt. Der Protagonist äußert im Laufe der Handlung den Wunsch, einmal die Stadt Jena besuchen zu wollen, weil dort bekanntlich die Geschichte zu Ende gegangen sei.
In seinem vielbeachteten und -diskutierten Essay The End of History? aus dem Jahr 1989 bezog sich der US-amerikanische Politikwissenschaftler Francis Fukuyama ausdrücklich auf Hegel und Kojève. Kojèves Konzept vom „Ende der Geschichte“ war auch der Aufhänger für Fukuyamas anschließendes Buch The End of History and the Last Man (1992; deutsch: Das Ende der Geschichte, 2022). Darin vergleicht Fukuyama Kojève mit Marx: „Wie Marx der größte Hegelinterpret des 19. Jahrhunderts war, so war Kojève der größte Hegelinterpret des 20. Jahrhunderts.“

## Schriften

### Philosophische Schriften
- Die religiöse Philosophie Wladimir Solowjews (1924–1925). Heidelberg 1926. Teildruck unter dem Titel: Die Geschichtsphilosophie Wladimir Solowjews. Bonn (Cohen) 1930. 20 S.
- L’idée du déterminisme dans la physique classique et dans la physique moderne (1929). Paris (Le Livre de Poche) 1990
- L’athéisme (1931). Paris (Gallimard) 1998
- Les peintures concrètes de Kandinsky (1936). Erstveröffentlichung unter dem Titel: Pourqoui concret, in: XXe Siècle, n° 27, décembre 1966. Teildruck in: Vasilij Kandinskij, Correspondances avec Zervos et Kojève, Les Cahiers du Musée National d’Art Moderne (Hors-série/Archives), Paris 1992. Deutsche Übersetzung: Die konkrete Malerei Kandinskys. Bern, Berlin (Gachnang & Springer) 2005
- La notion de l’autorité (1942). Paris (Gallimard) 2004; Der Begriff der Autorität, deutsche Übersetzung von Philipp Wüschner, Berlin (Merve Verlag) 2020.
- Esquisse d’une phénoménologie du droit (1943). Paris (Gallimard) 1981
- Hegel, Marx et le christianisme. In: Critique 3-4 (1946). Deutsche Übersetzung: Hegel, Marx und das Christentum in Fetscher (1975), Anhang.
- Introduction à la lecture de Hegel. Leçons sur la phénoménologie de l’esprit, professées de 1933 à 1939 à l’Ecole des Hautes-Etudes. Herausgegeben von Raymond Queneau. Gallimard, Paris 1947.- Teilübersetzung: Alexandre Kojève: Hegel, eine Vergegenwärtigung seines Denkens. Kommentar zur Phänomenologie des Geistes. Übersetzt von Iring Fetscher. Kohlhammer, Stuttgart 1958, ab 1975 bei Suhrkamp, Frankfurt am Main, zahlreiche Auflagen, ISBN 3-518-27697-2
- L’action politique des philosophes. In: Critique 41, S. 46–55 (1950) und in Critique 42, S. 138–154 (1950). (Rezension des Buches von Leo Strauss, On Tyranny: An Interpretation of Xenophon’s Hiero. Foreword by Alvin Johnson. New York (Political Science Classics) 1948). Später veröffentlicht als Nachwort unter dem Titel: Tyrannie et sagesse in: Leo Strauss, De la tyrannie Paris (Gallimard) 1954 und in: Leo Strauss De la tyrannie. Correspondance avec Alexandre Kojève 1932–1965. Paris (Gallimard) 1997. Deutsche Übersetzung unter dem Titel: Über Tyrannis und Weisheit in: Leo Strauss, Über Tyrannis: Eine Interpretation von Xenophons Hieron. Neuwied (Luchterhand) 1963
- Kant (1952). Paris (Gallimard) 1973
- Le concept, le temps et le discours (1952–1956). Paris (Gallimard) 1990
- Les romans de la sagesse. In: Critique 60 (1952); Die Romane der Weisheit, deutsche Übersetzung von Andreas Hiepko, in: Alexandre Kojève, Überlebensformen, Berlin (Merve Verlag) 2007
- Le dernier monde nouveau. In: Critique 111-112 (1956); Die letzte Neue Welt, deutsche Übersetzung von Laura Sperber, in: Alexandre Kojève, Überlebensformen, op. cit.
- L’empereur Julien et son art d’écrire (1964). Paris (Fourbis) 1990; Kaiser Julian und seine Kunst des Schreibens, deutsche Übersetzung von Peter Geble, in: Kunst des Schreibens. Leo Strauss, Alexandre Kojève, Friedrich Kittler. Berlin (Merve Verlag) 2009
- Tagebuch eines Philosophen. Aus dem Russischen und Italienischen von Simon Missal. Nachwort von Marco Filoni. Matthes & Seitz, Berlin 2015, ISBN 978-3-88221-395-9.
- Essai d’une histoire raisonnée de la philosophie païenne. Paris (Gallimard), 1. Band: 1966, 2. Band: 1972, 3. Band: 1973

### Politische Schriften
- Esquisse d’une doctrine de la politique française (27. August 1945). Veröffentlichung in La regle du jeu 1 (1990). Deutsche Übersetzung: Helmut Kohlenberger, Walter Seitter: Alexandre Kojève. Das Lateinische Reich. In: Tumult. Schriften zur Verkehrswissenschaft 15 (1991), S. 92–122. Englisch durch Erik De Vries: Outline of a Doctrine of French Policy. In Policy Review 2004, p. 3-40, online Outline of a Doctrine of French Policy | Hoover Institution.
- Alexandre Kojève: Düsseldorfer Vortrag: Kolonialismus in europäischer Sicht. In: Piet Tommissen (Hg.): Schmittiana. Beiträge zu Leben und Werk Carl Schmitts. Band 6, Berlin 1998, S. 126–143. Englische Übersetzung und Kommentar, incl. dem Schmitt-Kojève Briefwechsel: Erik De Vries: Alexandre Kojève — Carl Schmitt Correspondence and Alexandre Kojève, “Colonialism from an European Perspective”. In: Interpretation, 29/1 (2001), p. 91-130.
- Alexandre Kojève: Notiz für die Menschheit der zweiten Hälfte des 20. Jahrhunderts. In: Svenja Bromberg, Birthe Mühlhoff und Danilo Scholz (Hg.): Eurotrash. Berlin (Merve Verlag) 2016. Deutsche Übersetzung: Danilo Scholz. Originaltitel: „Note pour l’humanité de la deuxième moitié du XXe siècle“. Unveröffentlichter Aktenvermerk vom 14. April 1950. Archiv des Institut de la Gestion Publique et du Développement Économique, Paris.
- Alexander Koschewnikoff [Alexandre Kojève]: Die Philosophie und die KPdSU. In: Christine Blättler (Hg.): Der Gesandte. Alexandre Kojèves europäische Missionen. Berlin (Merve Verlag) 2022. Deutsche Übersetzung: Anja Schloßberger-Oberhammer. Originaltitel: „Filosofiia i V.K.P.“ Erstveröffentlichung in: Evrasia, Nr. 16, Paris 09.03.1929, S. 7; später in: Voprosy filosofii, Nr. 2, 1992, S. 72–74.

### Sachtexte
- Dominique Auffret: Alexandre Kojève. La philosophie, l’Etat, la fin de l’histoire, Librairie Generale Française, Paris 2002 [1990], ISBN 2-253-94320-7
- Judith Butler: Subjects of Desire. Hegelian Reflections in Twentieth Century France, Columbia University Press, New York 1999, ISBN 0-231-06450-0
- Barry Cooper: The End of History. An essay of modern Hegelianism, UTP, Toronto 1984, ISBN 0-8020-5625-3
- F. Roger Devlin: Alexandre Kojeve and the Outcome of Modern Thought, University Press of America, Lanham, Md. 2004, ISBN 0-7618-2959-8
- Vincent Descombes: Das Selbe und das Andere. Fünfundvierzig Jahre Philosophie in Frankreich 1933–1978, Suhrkamp, Frankfurt/M. 1987, ISBN 3-518-27946-7
- Shadia B. Drury: Alexandre Kojeve. The Roots of Postmodern Politics, Palgrave MacMillan, Basingstoke 1994, ISBN 0-333-62211-1
- Andreas Hiepko: „Früchte einer Fernbeziehung“, in: Kunst des Schreibens. Leo Strauss, Alexandre Kojève, Friedrich Kittler, Berlin 2009.
- Andreas Hiepko: „Was vom Menschen bleibt. Kojèves atheistische Eschatologie“, in: Überleben. Historische und aktuelle Konstellationen, hrsg. v. Falko Schmieder, München: Wilhelm Fink 2011.
- Joseph Juszezak: L’anthropologie de Hegel à travers la pensée moderne. Marx-Nietzsche, A. Kojeve, E. Weil, Ed. Anthropos, Paris 1977, ISBN 2-7157-0278-7
- Gwendoline Jarczyk, Pierre-Jean Labarrière: De Kojève à Hegel: 150 ans de pensée hégélienne, Albin Michel, Paris 1996, ISBN 978-2-226-07866-7
- Alberto Bonchino: „Sulle letture francesi di Hegel“ [Über die französische Lektüre Hegels.] – In: Intersezioni. Rivista di storia delle idee. Bologna. 23 (2003), 1, 103–129.
- Ulrich J. Schneider: Der französische Hegel, Akademie-Verlag 2007, ISBN 978-3-05-004195-7
- Henk de Berg: Das Ende der Geschichte und der bürgerliche Rechtsstaat: Hegel – Kojève – Fukuyama, A. Francke Verlag, Tübingen und Basel 2007, ISBN 978-3-7720-8205-4
- Stephan Moebius: Die Zauberlehrlinge. Soziologiegeschichte des Collège de Sociologie 1937–1939. Konstanz: UVK, 2006. ISBN 3-89669-532-0
- Überlebensformen, hrsg. v. Andreas Hiepko, Berlin: Merve. 2008. ISBN 978-3-88396-234-4.
- Kunst des Schreibens. Leo Strauss, Alexandre Kojeve, Friedrich Kittler, hrsg. v. Andreas Hiepko, Berlin: Merve. 2009. ISBN 978-3-88396-250-4.
- Marco Filoni: Il filosofo della domenica. La vita e il pensiero di Alexandre Kojève, Bollati Boringhieri, Torino 2008. ISBN 978-88-339-1856-3
- Boris Groys: Einführung in die Anti-Philosophie, Hanser, München 2009. ISBN 978-3-446-23404-8
- Günther Rösch: Philosophie und Selbstbeschreibung: Kojève, Heidegger, Berlin: Merve. 2010. ISBN 978-3-88396-272-6
- Leander Scholz: Eine Fußnote zu Japan. Alexandre Kojèves Reise in die Welt der Zeichen, in: Ryozo Maeda / Teruaki Takahashi / Wilhelm Voßkamp (Hg.): Schriftlichkeit und Bildlichkeit. Visuelle Kulturen in Europa und Japan, München: Fink 2007, S. 49–67. ISBN 978-3-7705-4291-8
- Giampiero Chivilò: Fenomenologia, metafisica e ontologia secondo Alexandre Kojève, Introduzione a: A. KOJÈVE, Oltre la fenomenologia. Recensioni (1932–1937), a cura di G. Chivilò, Mimesis, Milano-Udine, 2012, pp. 11-53. ISBN 978-88-575-0877-1
- Giampiero Chivilò: Tirannide e saggezza (1949). Grecità e cristianesimo in Alexandre Kojève. – In: G. Chivilò, M. Menon (eds.) Tirannide e filosofia: Con un saggio di Leo Strauss ed un inedito di Gaston Fessard sj, Edizioni Ca’ Foscari, Venezia, 2015 pp. 335-374.
- Vidali Cristiano, Fine senza compimento. La fine della storia in Alexandre Kojève tra accelerazione e tradizione, Vorwort von Massimo Cacciari, Mimesis, Milano-Udine, 2020. ISBN 978-88-575-6560-6.

### Belletristik
- Raymond Queneau: Le Dimanche de la vie. Gallimard, Paris 1952.
  - deutsch: Sonntag des Lebens. Fischer, Frankfurt/M. 1986, ISBN 3-596-25892-8.